# Lesotho na Letních olympijských hrách 2008
Lesotho na Letních olympijských hrách 2008 v Pekingu reprezentovalo 5 sportovců, z toho 4 muži a 1 žena. Nejmladší účastnicí byla maratonská běžkyně Mamorallo Tjoka (23 let, 297 dní), nejstarším účastníkem pak marathonský běžec Simon Maine (34 let, 15 dní) . Reprezentanti nezískali ani jednu medaili.

## Atletika
Marathon
- Clement Lebopo
  - nedokončil
- Simon Maine
  - nedokončil
- Moses Mosuhli
  - nedokončil
- Mamorallo Tjoka
  - nedokončila

## Box
- Emanuel Nketu
  - v 1. kole prohra s Bruno Juliem na body 8 ku 17